# Conescharellina nanshaensis
Conescharellina nanshaensis är en mossdjursart som beskrevs av Lu 1991. Conescharellina nanshaensis ingår i släktet Conescharellina och familjen Biporidae. Inga underarter finns listade i Catalogue of Life.